# Meeresdichtung

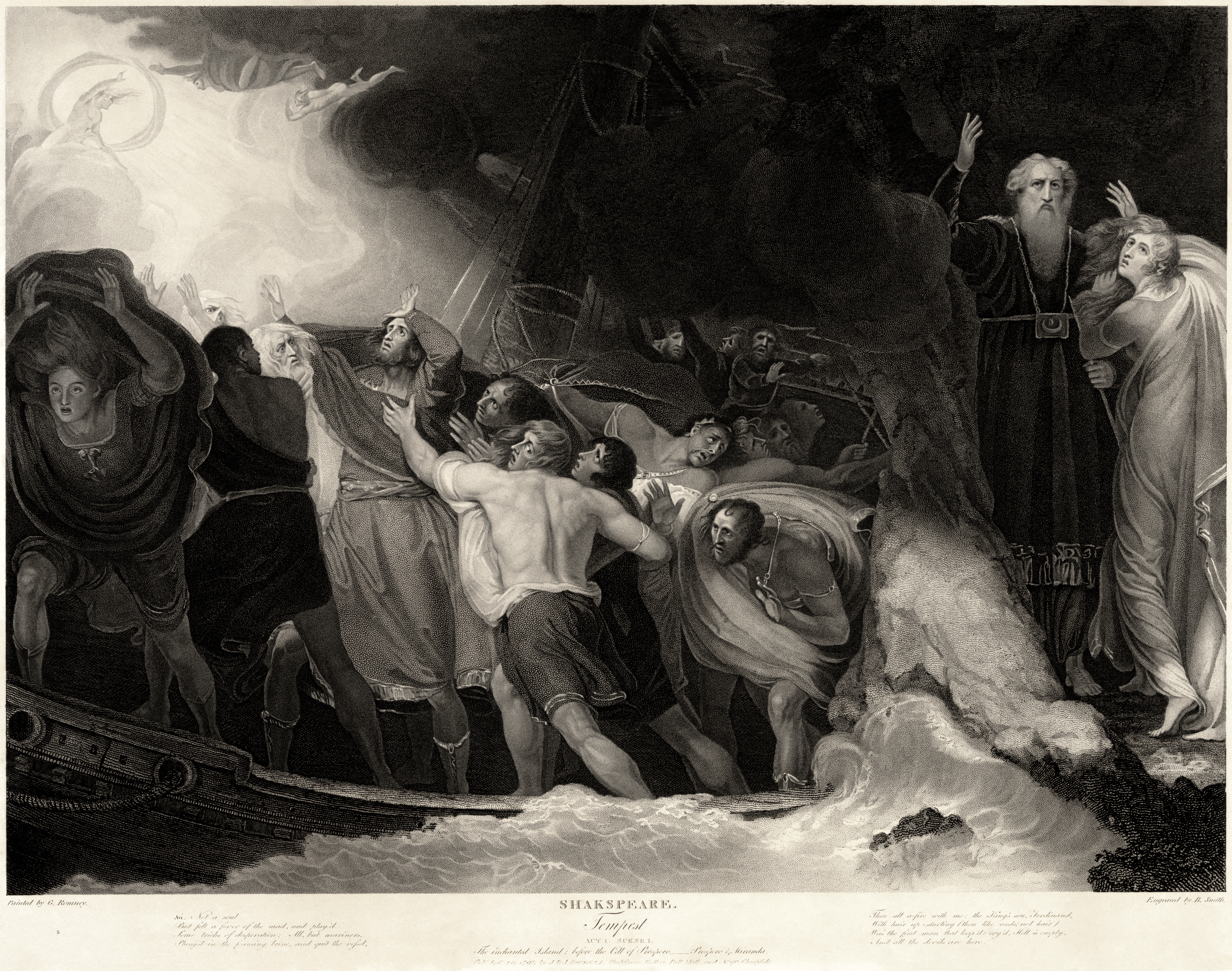
The Tempest Act I (Gemälde von George Romney)

Meeresdichtung, auch marine Literatur oder See(-fahrts)literatur, bezeichnet Texte mit literarischem Anspruch, die „vom Motiv des Meeres, der Seefahrt usw. bestimmt“ sind. Das Phänomen ist international verbreitet und kann analog zum französischen Begriff „littérature maritime“ auch als „maritime Literatur“ bezeichnet werden. In der Gemeinsamen Normdatei hat sich jedoch (vergleichbar mit dem englischen „sea fiction“) der Begriff „Meeresdichtung“ durchgesetzt. Vereinzelt wird das Genre auch als „Seeliteratur“, „Meeresliteratur“ oder „Seedichtung“ bezeichnet.
Als Ursprung der Meeresdichtung wird meist die Odyssee von Homer angenommen. Vereinzelt werden auch die biblischen Erzählungen von Noach und Jona oder die mittelalterliche „wazzermaere“ als Vorläufer angegeben. Bis ins 16. Jahrhundert handelte es sich bei der Meeresdichtung hauptsächlich um Reiseberichte, die teils auch zu Propaganda-Zwecken publiziert wurden. Eine Ausnahme stellt die deutsche Moralsatire Das Narrenschiff (1494) dar, die das literarische Motiv der „Welt als Schiff“ begründete. Mit dem 17. Jahrhundert begann sich der Piratenroman als Subgenre der Meeresdichtung zu etablieren, im 18. Jahrhundert kam durch Robinson Crusoe (1719) auch die Robinsonade als weitere Untergattung hinzu. Da die Meeresdichtung nicht nur epische, sondern auch lyrische und dramatische Texte umfasst, hat sich in der Literaturwissenschaft eine Gliederung der Subgenres nach ihrer Handlung („sea romance“, „naval novel“ etc.) oder den vorherrschenden Motiven (Inseln, Seeungeheuer etc.) etabliert.
Ab der zweiten Hälfte des 19. Jahrhunderts wird die Meeresdichtung als literarische Gattung wahrgenommen, auch wenn sie aufgrund ihrer Ähnlichkeit zum Abenteuerroman in frühen Definitionen zur Trivialliteratur gezählt und für wissenschaftlich uninteressant befunden wird. Diese abweisende Haltung gegenüber der Meeresdichtung änderte sich im 20. Jahrhundert mit der Abenteuertheorie von Michail Michailowitsch Bachtin. Darin misst Bachtin dem Abenteuer eine individuelle und gesellschaftliche Bedeutung bei, die dessen literaturwissenschaftliche Untersuchung rechtfertigt. Laut Margaret Cohen besteht das Problem jedoch in der Gleichsetzung von Meeresdichtung und Abenteuerliteratur, da die erstere nicht an die Handlungsvorgaben der letzteren gebunden ist. Dazu kommt, dass sich die Literaturwissenschaft im 21. Jahrhundert zunehmend vom traditionellen Gattungsbegriff entfernt, wie an den offenen Konzepten von Meeresdichtung als Erzähltradition sichtbar wird.

## Typologie und Definition

### Allgemeine Definitionsansätze
Bei Meeresdichtung stellt sich häufig die Frage, ob und inwiefern von einer Gattung die Rede sein kann. Robert C. Foulke spricht beispielsweise von „sea literature“ als einer übergeordneten Kategorie, die sich in verschiedene Bereiche unterteilen lässt. Diese Auffassung kommt einem traditionellen Gattungs- bzw. Genre-Begriff am nächsten, führt aber zu Schwierigkeiten in der Zuordnung. Foulke warnt insbesondere vor dem inflationären Gebrauch des Begriffs „sea literature“, der zur subjektiven Kategorisierung von Texten einlädt. Weniger Spielraum bietet Margaret Cohens Definition, der zufolge „sea fiction“ an die explizite (und fachlich nachvollziehbare) Bezugnahme auf nautische Tätigkeit geknüpft ist. Cohen wendet sich außerdem gegen die Behandlung von „sea fiction“ als Trivialliteratur, da die auf See erlebten Abenteuer (in Analogie zu Bachtins Theorie) zumeist als Prüfung der eigenen Identität und Bestätigung gesellschaftlicher Werte fungieren.
Der Anglist R. D. Madison bezeichnet „sea literature“ als Erzähltradition, die in unterschiedlichen Regionen auf unterschiedliche Weise in Erscheinung tritt. Den Grund dafür sieht Madison in der Empfänglichkeit der „sea literature“ für historische, politische und gesellschaftliche Einflüsse. Auch Bernhard Klein betont das Potential einer offenen Definition, die Meeresdichtung als interdisziplinäres Phänomen anerkennt und Raum für neue Erkenntnisse bietet. Schnittmengen ergeben sich beispielsweise mit der Naturlyrik und dem Reisebericht, aber auch mit verschiedenen Formen des Romans, etwa dem historischen Roman.
Im Gegensatz zu Madison nimmt Klein aber auch die allegorische Bedeutung des Wassers in seine Definition von „sea fiction“ auf. Das Meer kann beispielsweise als Projektion ideologischer Konstrukte oder als Mantel für Gesellschaftskritik auftreten, was laut Klein ebenfalls in den Bereich der „sea fiction“ fällt. Dieser Auffassung schließt sich der britische Literaturwissenschaftler John Peck an, der sich allerdings auf die sozialgeschichtliche Bedeutung der Seefahrt konzentriert. Auch diese Vertreter der Meeresdichtung legen den Fokus auf das Verhältnis zwischen den praktischen Fähigkeiten des Menschen im Kontrast zur elementaren Gewalt des Meeres. Diese Grundkonstellation bietet nicht nur den Ausgangspunkt für sachliche Darstellungen, sondern auch für unterschiedliche semantische Verschiebungen, die laut Bernhard Klein sowohl historische als auch kulturelle Ursachen haben können.

### Der Seeroman

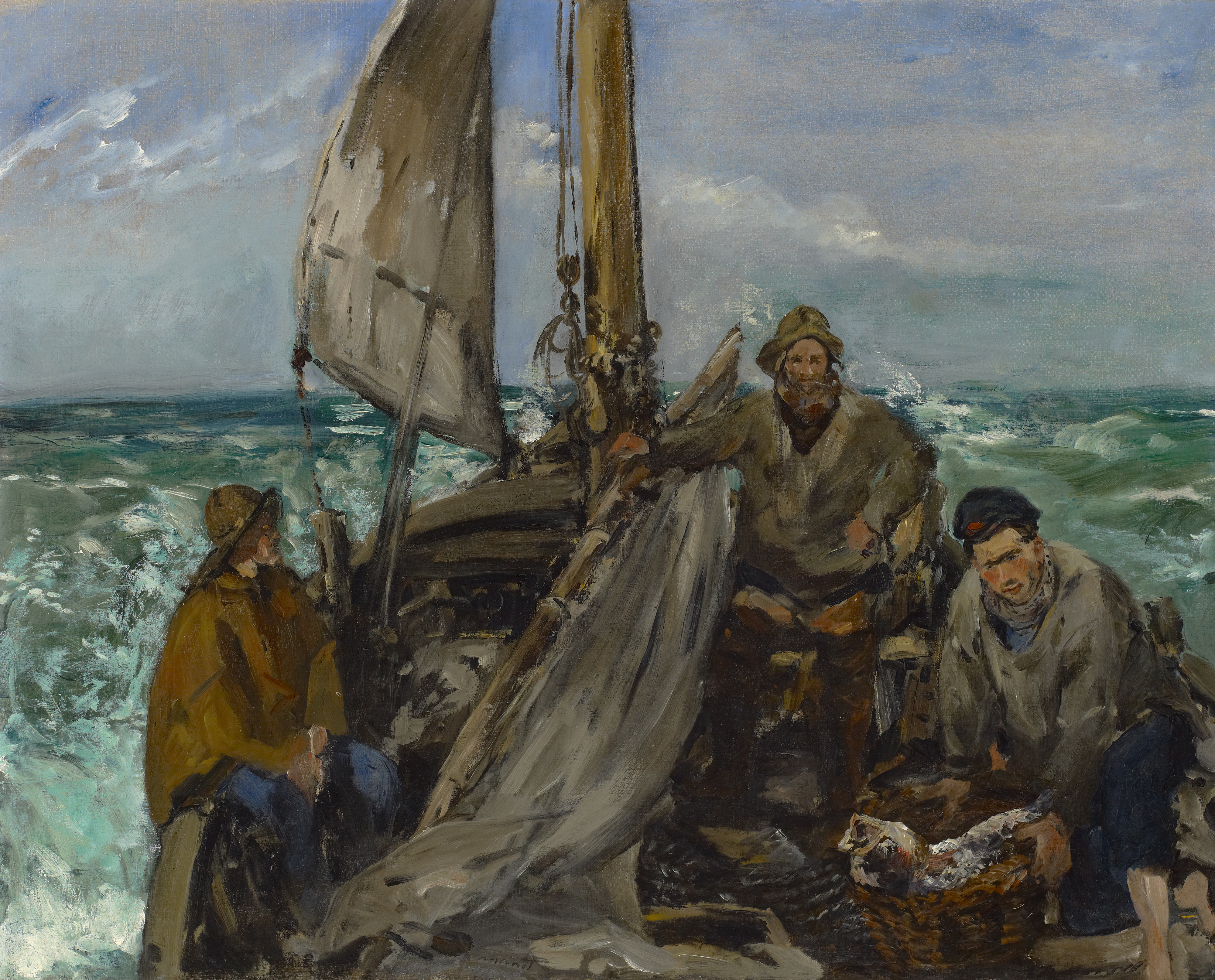
Les travailleurs de la mer (Édouard Manet, 1873)

Bei der wissenschaftlichen Untersuchung von Meeresdichtung wird meist nur der sogenannte „Seeroman“ (englisch: „sea novel“, französisch: „roman maritime“) berücksichtigt. Dieser soll aus dem Epos, namentlich der Odyssee entstanden sein und sich über England als Seefahrernation in Europa verbreitet haben. Gegen Ende des 18. Jahrhunderts etablierte sich der Seeroman auch in Frankreich und im deutschsprachigen Raum, wo er bis ins 20. Jahrhundert als Randphänomen der Trivialliteratur wahrgenommen wurde.
Eine frühe Definition des Seeromans stammt von dem deutschen Philologen Robert Koenig, der den Seeroman als eine Art Abenteuerroman und „eine weitere Abart des kultarhistorischen [sic!] Romans“ wahrnahm, da er „den Blick [...] aus der Heimat in fremde Länder“ lenke. Im Jahr 1975 definiert Rolf Guggenbühl den Seeroman als eine „Erzählung von einigem Umfang“, die in „direktem, starkem Zusammenhang mit dem Leben an Bord von Schiffen“ und der Seefahrt steht. Die Seefahrt als zentrales Motiv impliziert auch die von Koenig genannten „fremde[n] Länder“ als Komponenten der Handlung.
Als charakteristisches Merkmal gilt laut Margaret Cohen auch die Darstellung der Nautik als Kunst, die sich explizit auf das Leben der handelnden Personen auswirkt. In diesem Sinne können auch Mansfield Park (1814) von Jane Austen und Les travailleurs de la mer (1866) von Victor Hugo als „maritime fiction“ verstanden werden, da sie eine Gesellschaft beschreiben, die existentiell von der Seefahrt abhängig ist.

### Das See-Drama

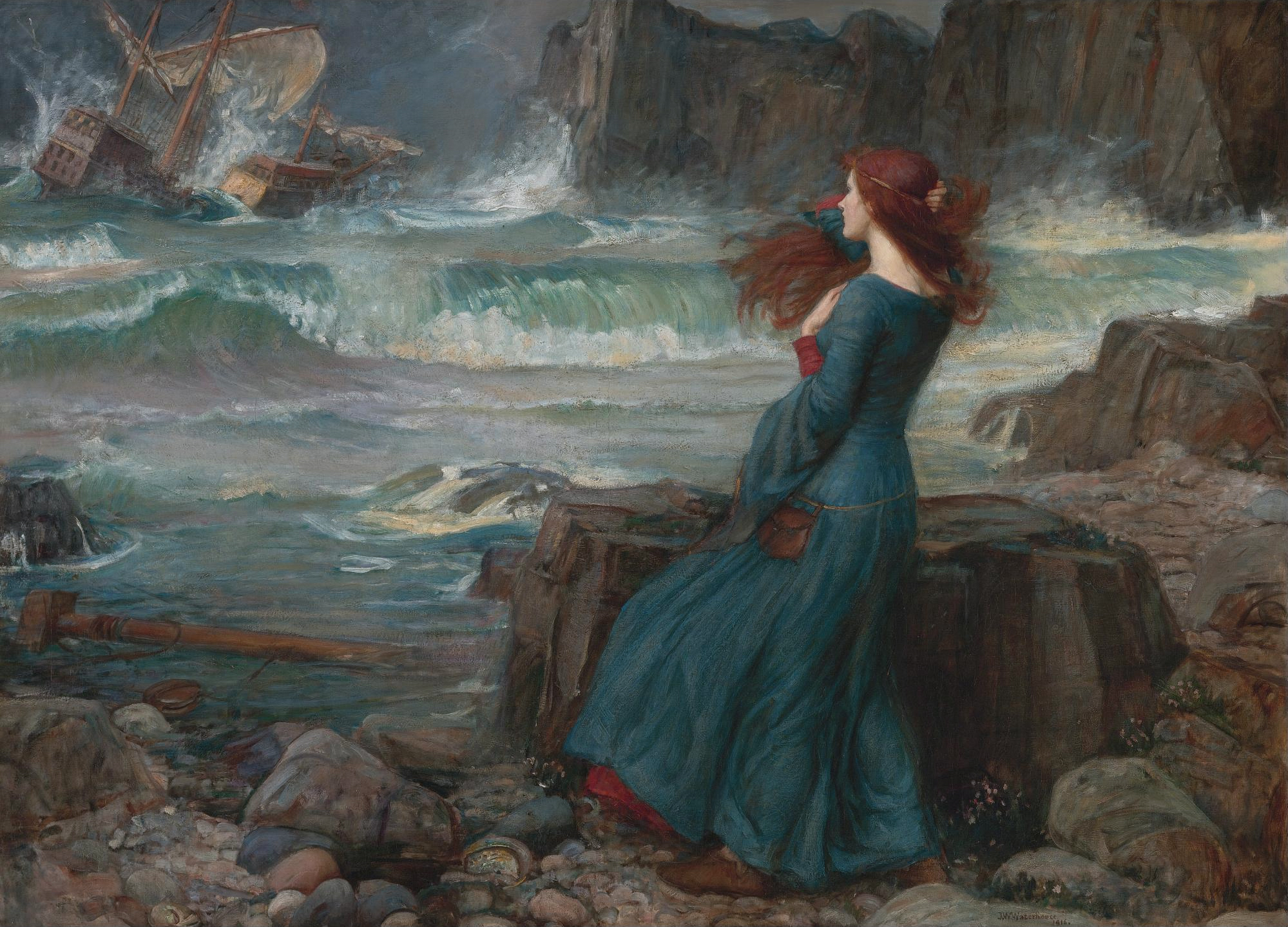
Miranda, The Tempest (John William Waterhouse, 1916)

Die erste umfangreiche Typologie des britischen „sea drama“ publizierte Harold Francis Watson im Jahr 1931. Darin unterscheidet er zwei Schulen: die „tempest school“ und die „humours school“. Erstere zeichnet sich durch ihre Realitätsnähe und Ähnlichkeit zu William Shakespeares The Tempest aus, wo der Seemann trotz typischer Laster wie Trunkenheit und mangelndem Respekt als positive und im Notfall verlässliche Figur gezeichnet wird. Dem Kapitän kommt in der „tempest school“ meist die Rolle eines „noblen Piraten“ zu, dessen edles Verhalten in Notsituationen für Bewunderung im Publikum sorgt. Als Vertreter der „tempest school“ gelten Thomas Heywood (Fortune by Land and Sea, ca. 1607), Robert Daborne (A Christian Turn’d Turk, 1612) und Thomas Killigrew (The Prisoners, 1640).
Die „humours school“ hingegen basiert auf der Comedy of humours und stellt eine moralisch zweifelhafte Kapitänsfigur in den Mittelpunkt der Handlung. Typisch ist die satirische Verzerrung der Charaktere, die dem Publikum die Verwerflichkeit der Bühnengeschehnisse suggeriert und zugleich eine politische Lesart ermöglicht, indem sie gesellschaftliche Missstände anprangert. Zu den Vertretern dieser Schule zählen beispielsweise Thomas Middleton (The Phoenix, 1603/04), George Chapman (Eastward Ho, 1605) und Ben Jonson (Epicœne, or The Silent Woman, 1609).
Watson verzeichnet aber auch Randerscheinungen, die sich keiner der beiden Schulen zuordnen lassen, etwa Mysterienspiele über die Arche Noah und ähnliches. Für die Zeit nach dem 17. Jahrhundert lässt sich Watsons Unterscheidung jedoch nicht mehr anwenden, da das nautische Drama in eine Vielzahl von Subgenres (Leuchtturm-Dramen, Seeungeheuer-Dramen etc.) zerfiel. Besonders beliebt war im 19. Jahrhundert das „nautische Melodram“, das George Melville Baker auch für Amateurschauspieler adaptierte.

## Geschichte

### Antike

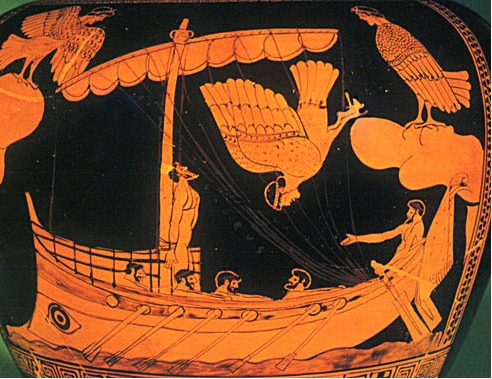
Odysseus und die Sirenen

Sicher ist jedoch, dass bereits in der Antike mehrere Epen über mythologische Seefahrergestalten entstanden, meist aus dem Umfeld des Trojanischen Krieges oder der Argonautensage. Bekannte Beispiele sind Homers Odyssee, Vergils Aeneis und die Argonautika des Apollonios von Rhodos, doch auch weniger einflussreiche Vertreter wie die Argonautica des Gaius Valerius Flaccus können als nautisches Epos gelten. Von den erhaltenen antiken Dramentexten wird die See(-fahrt) nur in Aischylos’ Die Perser thematisiert, wo der Bau einer Brücke über den Hellespont mit einer Hybris gleichgesetzt wird. Es ist jedoch nicht auszuschließen, dass bereits in der Antike nautische Dramen existiert haben, die mittlerweile nicht mehr erhalten sind.
Im 2. und 3. Jahrhundert entstanden zahlreiche griechische Erzählungen über Liebespaare, die durch Piraten voneinander getrennt werden und wieder zueinander finden müssen (etwa Daphnis und Chloe, Leukippe und Kleitophon oder die Aithiopiká). Diese Texte, die später als antike Romane bezeichnet wurden, gelten als Vorläufer des Piratenromans. Ebenfalls aus der Spätantike stammt die Erzählung von Sindbad dem Seefahrer (um 500), die in der Sammlung Tausendundeine Nacht enthalten ist und als frühestes Beispiel für die asiatische Meeresdichtung gilt.

### 13. und 14. Jahrhundert
Im Mittelalter entstanden in der altnordischen Literatur die sogenannten Sagas, von denen einige die nordische Seefahrerkultur thematisieren. Insbesondere in der politisch angespannten Situation zwischen Island und Norwegen dienten die Sagas als einflussreiches Propaganda-Instrument. In Deutschland hingegen bestand die Meeresdichtung des Mittelalters hauptsächlich aus den Berichten heimkehrender Seefahrer. Zu diesen zählt auch der Dichter Tannhäuser, der in einem Gedicht von seinen Erlebnissen auf einer Kreuzfahrt erzählt. Neben Schiffbruch und Seesturm beklagt Tannhäuser auch die verschimmelten Nahrungsmittel und den Gestank an Bord. Auch das im 13. Jahrhundert entstandene Kudrun-Lied kann als Meeresdichtung interpretiert werden.

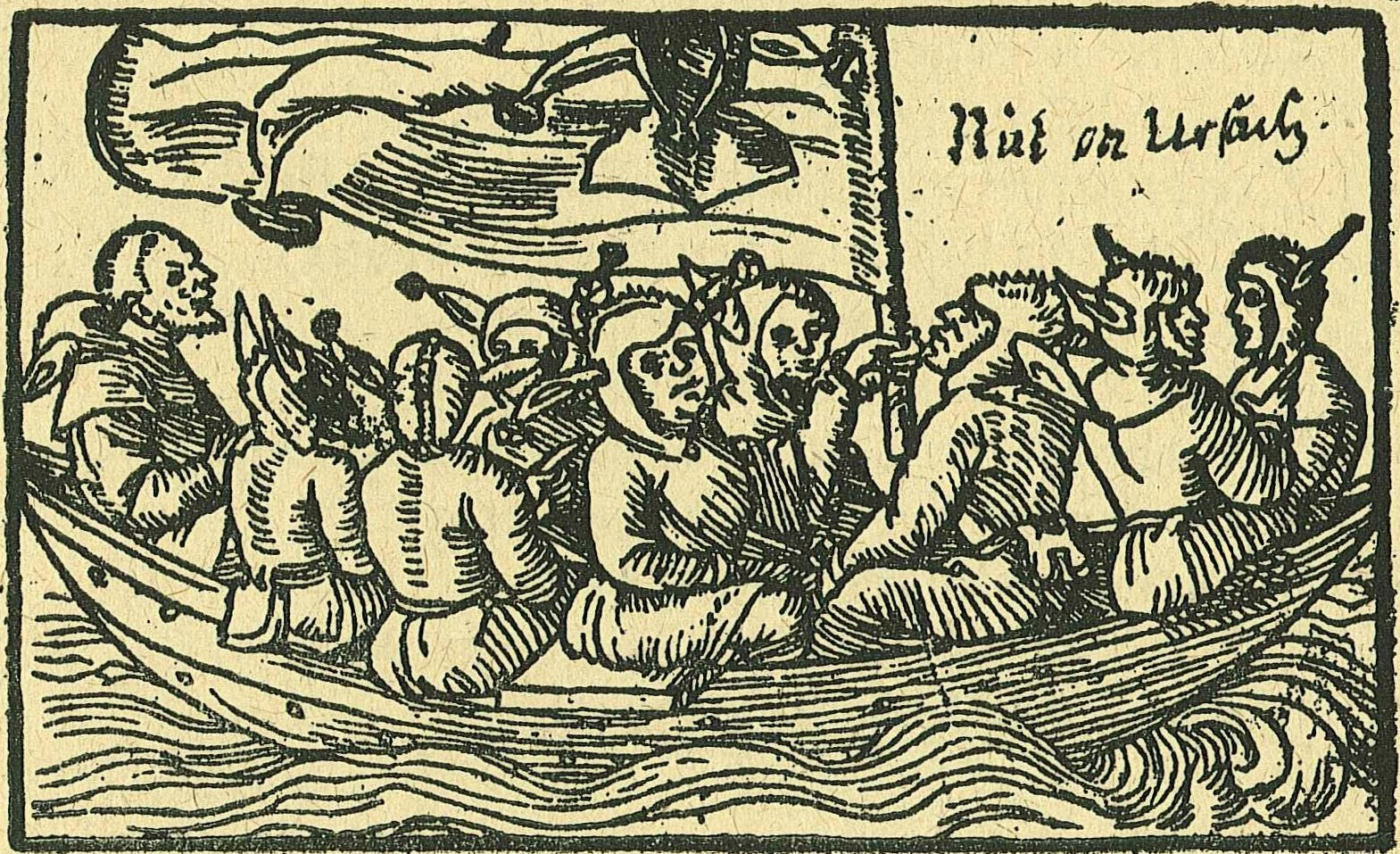
Illustration aus Brants Das Narrenschiff

Im 14. Jahrhundert entstanden in England die Canterbury Tales von Geoffrey Chaucer, in denen ein Text namens The Shipman’s Tale and Epilogue enthalten ist. Der darin beschriebene „Shipman“ gilt lange Zeit als realistischste Seemannsfigur seiner Zeit. Ein weiterer nautischer Bezug kann in The Merchant’s Prologue and Tale vermutet werden, wo von Wates Boot namens Guingelot die Rede ist. Wate ist in der germanischen Mythologie der Vater von Wieland dem Schmied und Großvater von Wittich, ein Boot scheint er jedoch nicht zu besitzen. Aufgrund des Mangels an Belegen sind die Geschichte und Bedeutung von Guingelot bisher ungeklärt.
Das 15. Jahrhundert brachte nach dem Tod von Klaus Störtebeker zahlreiche Volkslieder über den Seeräuber hervor, die als frühe Beispiele für deutschsprachige Meeresdichtung gelten. Im deutschen Sprachraum löste Das Narrenschiff (1494) von Sebastian Brant eine weitreichende Rezeptionswelle aus, die mit The Ship of Fools von Alexander Barclay und The Bowge of Court von John Skelton internationale Ausmaße annahm. Obwohl Autoren wie Skelton auch für die Bühne schrieben, sind im Drama erst ab dem frühen 16. Jahrhundert vereinzelt Bezüge zur See oder Seefahrt feststellen. Diese gehen jedoch selten über die Ebene der Kostüme hinaus und zeichnen die Seefahrer (im Gegensatz zu späteren Klischees) als freundliche, sanfte Persönlichkeiten.

### 15. bis 17. Jahrhundert
Während des 15. und etwa bis zur Mitte des 16. Jahrhunderts dominierten Reisebericht (literarisierte Erzählung von eigenen Reisen) und Reiseroman (Erzählung von Reisen einer literarischen Figur) die Meeresdichtung Großbritanniens. Bekannte Vertreter dieser Genres sind unter anderem Robert Greene, Thomas Nashe, Thomas Dekker und Thomas Deloney.

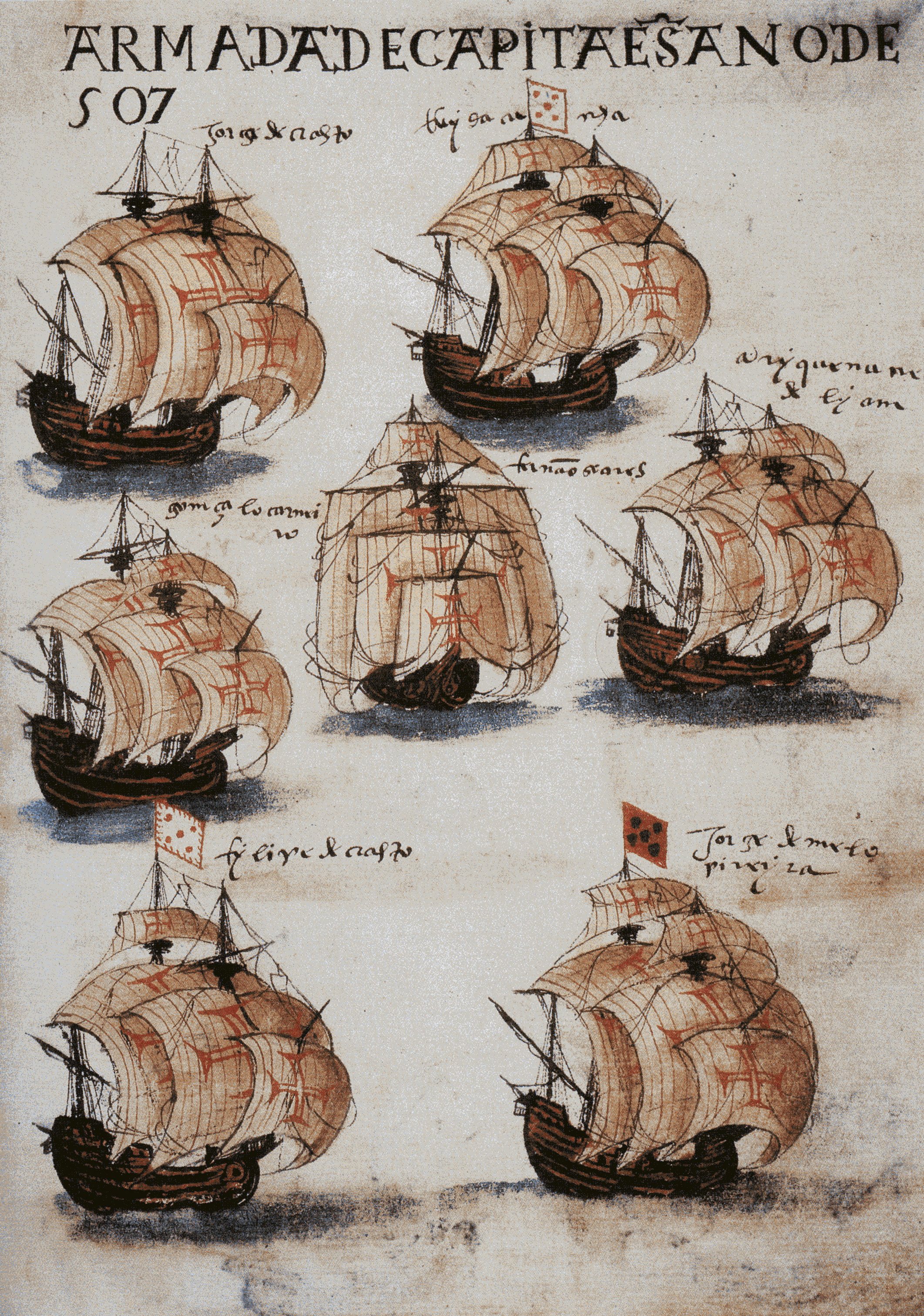
Illustration aus Livro de Lisuarte de Abreu (1565)

In Portugal entstand im 16. Jahrhundert die sogenannte literatura de cordel („Kordelliteratur“), in der die Auswirkungen der Portugiesischen Indien-Armadas auf die portugiesische Bevölkerung beschrieben werden. Diese bildete einen Kontrast zu den Lusiaden von Luís de Camões, die vielfach für ihre verklärende Darstellung kritisiert wurden.
Großer Beliebtheit erfreute sich auch der Bericht über The principal navigations, voyages and discoveries of the English nation (1589) von Richard Hakluyt, der mehrfach neu aufgelegt wurde. In den 1550er Jahren fand eine „romantische Wende“ statt, die die verstärkte Rezeption spätantiker Autoren wie Heliodoros (Aithiopiká), Longos (Daphnis und Chloe) und Achilleus Tatios (Leukippe und Kleitophon) zur Folge hatte. Die damals entstandenen Texte werden meist zu den Schäferromanen gezählt, können aber ebenso als frühe Piratenromane gelten. Letztere gewannen im Laufe des 17. Jahrhunderts an Beliebtheit und wurden teils auch als politisches Instrument genutzt.
Auch im deutschsprachigen Raum lassen sich vereinzelt Texte mit Bezügen zur Seefahrt feststellen, beispielsweise verfasste Georg Philipp Harsdörffer für seine Sammlung Der grosse Schau-Platz Lust- und Lehrreicher Geschichte auch eine Erzählung mit dem Titel Der Schiffbruch. In Frankreich waren Die Abenteuer des Telemach (1699) von François Salginac de la Mothe Fénelon ein beliebter Roman, der den Jugendlichen nicht nur die Geschichte der Odyssee, sondern auch nautische Grundkenntnisse und das Streben nach Selbsterhaltung nahebringen sollte.

### 18. Jahrhundert

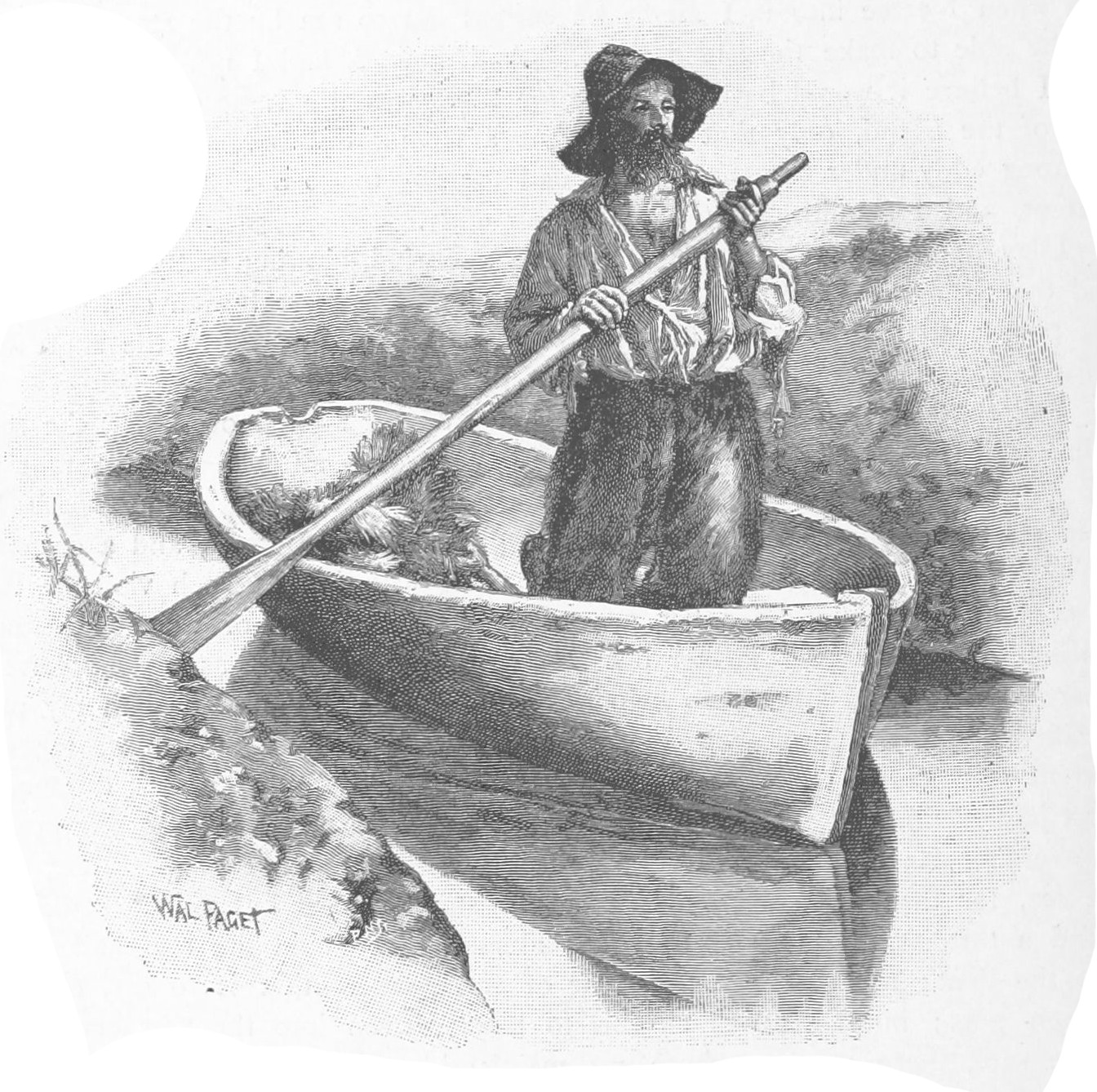
Robinson Crusoe (Illustration von Walter Paget)

Im 18. Jahrhundert löste Daniel Defoe mit seinem Roman Robinson Crusoe (1719) das literarische Phänomen der Robinsonade aus. Diese erlebte im Laufe der Zeit jedoch mehrere Prozesse der Metaisierung, weshalb sie nicht mehr oder zumindest nicht ausschließlich als Teilbereich der Meeresdichtung betrachtet werden kann. Im amerikanischen Raum waren hauptsächlich Pantomime-Vorstellungen im 18. Jahrhundert für die Popularität des nautischen Dramas verantwortlich. Allerdings spielte das Meer bei manchen dieser Aufführungen nur eine sekundäre Rolle, wie die Tatsache bezeugt, dass von dem beliebten Drama Robinson Crusoe (1789) nur der Darsteller des „Harlequin Friday“ überliefert ist.
In Europa sorgte Edmund Burke mit seiner Unterscheidung des Erhabenen vom Schönen für eine neue Landschaftsästhetik, als deren Ideal die wilde, unberührte Natur galt. Dies hatte zur Folge, dass zahlreiche deutschsprachige Dichter im Rahmen der Grand Tour das (Mittel-)Meer besuchten und ihre Erfahrungen anschließend in literarisierter Form als Reisebericht publizierten. Beispiele für diese Tradition, in der das Meer als tiefgreifende Freiheitserfahrung dargestellt wird, sind neben Johann Wolfgang von Goethe auch Wilhelm Heinse, August von Platen-Hallermünde und Adalbert Stifter.

### 19. Jahrhundert
Das 19. Jahrhundert brachte im englischsprachigen Raum die Marineliteratur hervor, die später sowohl zur Propaganda als auch zur Kritik des Marinewesens eingesetzt wurde. Meist waren die Autoren von Marineliteratur selbst Veteranen der United States Navy und reflektierten in ihren Romanen die eigenen Erfahrungen auf See.
In Frankreich erlebte der Piratenroman eine Blüte, die sich hauptsächlich auf die populären Feuilletonromane von Eugène Sue zurückführen lässt. Dasselbe lässt sich in Deutschland beobachten, wo Friedrich Gerstäcker mit seinem Roman Die Flußpiraten des Mississippi (1848) eine breite Rezeption erfuhr. Gleichzeitig etablierte sich in beiden Ländern das Motiv vom Meer als Spiegel der Seele, das sowohl in Heinrich Heines Die Nordsee (1827) als auch in L’homme et la mer (1857) von Charles Baudelaire anzutreffen ist.
Mit dem Erscheinen von Moby-Dick (1851) begann eine Tendenz, den Kampf zwischen Mensch und Meer zugunsten des letzteren (wie in Der Schimmelreiter von Theodor Storm) oder zumindest unentschieden ausgehen zu lassen (wie in Der alte Mann und das Meer von Ernest Hemingway).

### 20. und 21. Jahrhundert
Im 20. und 21. Jahrhundert fanden hauptsächlich Anpassungs- und Metaisierungsprozesse in den bereits bestehenden Teilbereichen der Meeresdichtung statt, die zur literaturwissenschaftlichen Untersuchung dieses Feldes führten. Im deutschsprachigen Raum befasste sich Thomas Mann intensiv mit der Meeresdichtung und verarbeitete unter anderem das Insel-Motiv aus dem Gregorius von Hartmann von Aue in seiner Erzählung Der Erwählte (1951). Auch in Der Zauberberg (1924) spielt das Meer eine wichtige Rolle, diesmal allerdings als „existentielle Urerfahrung“.
Im Gegensatz dazu tritt das Meer in der Science-Fiction als Bedrohung auf, im Fall von Frank Schätzings Roman Der Schwarm auch als intelligentes Kollektivwesen, das sich an der Menschheit rächt.

## Struktur, Themen und Motive
Meeresdichtung kann mit nahezu allen literarischen Genres kombiniert werden, was insbesondere im englischsprachigen Raum zu einer großen Vielfalt an Genrebezeichnungen („sea voyage literature“, „sea romance“, „naval novel“, „maritime piquaresque“ etc.) führt. Das verbindende Element ist hierbei meist die lineare Struktur einer Seereise (Abfahrt – Reise – Ankunft), die sich laut Foulke besonders gut als Romankulisse eignet. Texte, die von dieser Struktur abweichen, werden meist nicht zur Meeresdichtung im engeren Sinne gezählt, obwohl sie von Klein und Peck in deren Genre-Definitionen aufgenommen wurden.

### Bewährung und Selbstfindung

Illustration aus Captains courageous (Udo Keppler, 1903)

Neben der Konstitution einer nationalen Identität durch Heldenfiguren, die sich in einer Reihe von Abenteuern bewährt und von dem „Anderen“ abgegrenzt haben, können Seereisen auch als Sinnbild für Selbstfindungsprozesse dienen. Im letzteren Fall sind die Hauptfiguren meist junge Männer (seit dem 20. Jahrhundert vermehrt auch Frauen), die sich im Leben auf See bewähren müssen und als Erwachsene in die Heimat zurückkehren. Dieses Motiv der Initiation lässt sich in zahlreichen Seeromanen des 18. Jahrhunderts beobachten, etwa in Roderick Random (1748) von Tobias Smollett. Im 19. Jahrhundert gelten Mr. Midshipman Easy (1836) von Frederick Marryat, Zwei Jahre vorm Mast (1840) von Richard Henry Dana, Jr., Captains Courageous (1897) von Rudyard Kipling, und Im Rettungsboot (1897) von Stephen Crane als typische Beispiele für Selbstfindung auf See. Auch Der Seewolf (1904) von Jack London greift auf das Initiationsmotiv zurück und wird oft als „Bildungsroman auf See“ interpretiert.

### Heimkehr

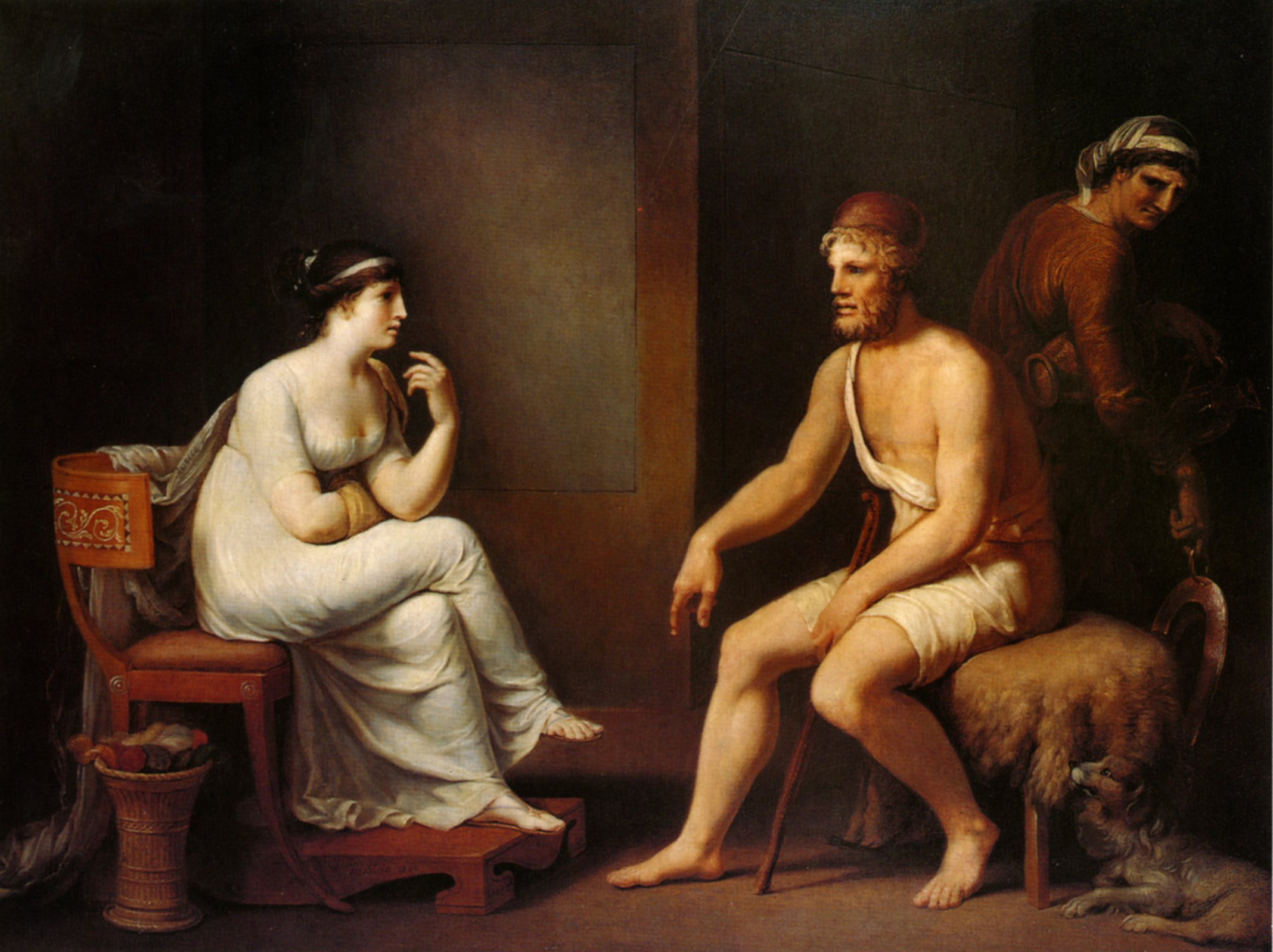
Odysseus und Penelope (Johann Heinrich Wilhelm Tischbein, 1802)

Wie die Odyssee stellen auch andere Vertreter der Meeresdichtung nicht die Reise, sondern vielmehr die Heimkehr ihrer Hauptfigur(en) in den Mittelpunkt. Neuere Beispiele dafür sind Der Nigger von der Narcissus (1897) von Joseph Conrad und Rites of Passage (1980) von William Golding. Was die jeweiligen Endpunkte der Reise betrifft, so können diese als Bestätigung oder Enttäuschung bisheriger Erwartungen auftreten. Häufig erreicht die Hauptfigur vor der eigentlichen Heimat verschiedene Zwischenziele. Diese sind meist als Utopie oder Dystopie gestaltet und dienen dazu, der Hauptfigur die Stärken und Schwächen ihrer Heimat bewusst zu machen. Dieses Muster ist beispielsweise in 20.000 Meilen unter dem Meer von Jules Verne oder Gullivers Reisen von Jonathan Swift zu erkennen.

### Marinewesen
Als „naval fiction“ (deutsch: Marineliteratur) werden Texte bezeichnet, in denen die Marine eines oder mehrerer Staaten eine zentrale Rolle spielt. Meist basieren diese Texte auf den eigenen Erfahrungen ihrer Autoren, weshalb Marineliteratur häufig (auto-)biographische Züge trägt.

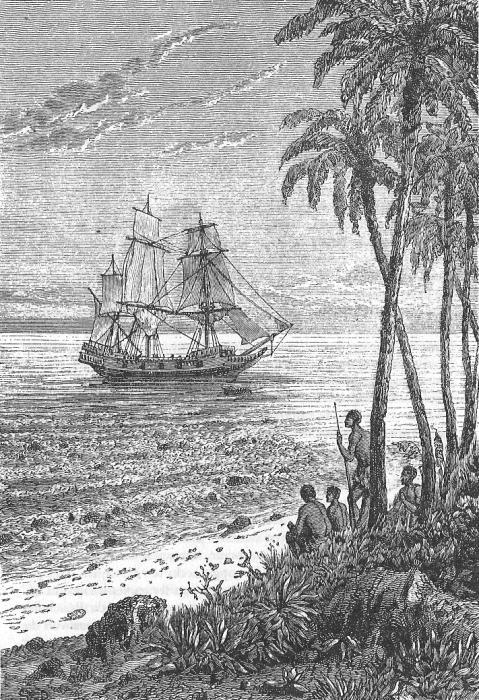
Die Bounty in der Kurzgeschichte Les Révoltés de la Bounty von Jules Verne (Illustration von Leon Bennett)

Häufig wird die Geburt des Genres mit Der Pirat (1821) von Walter Scott gleichgesetzt, obwohl der Roman später für seine unrealistische Darstellungsweise kritisiert wurde. Einer der Kritiker war James Fenimore Cooper, dessen Roman The Pilot (1824) als literarische Antwort auf Scotts Text gilt. Cooper, der selbst einige Jahre als Midshipman in der United States Navy verbracht hatte, bemüht sich Cooper in The Pilot vor allem um eine realistische Darstellung der Marine und ihrer Mitglieder. Diesen Anspruch übernahmen auch Frederick Marryat und Michael Scott in ihren Romanen über die britische Marine.
Herman Melville verbindet in Weißjacke oder Die Welt auf einem Kriegsschiff (1850) die realistische Schilderung der Marine mit scharfer Sozialkritik und einigen autobiographischen Elementen, da er selbst als Matrose an Bord der United States tätig gewesen war. Auch Captain Paul (1940) von Edward Ellsberg und Delilah (1941) von Marcus Goodrich beruhen auf eigenen Erfahrungen des Autors.
Im 20. Jahrhundert wurde das Genre durch die Roman-Trilogie Mutiny on the Bounty (1932) von Charles Bernard Nordhoff und James Norman Hall beliebt, die zu zahlreichen Adaptionen des Stoffes führte. Besonders ist, dass weder Nordhoff noch Hall in der Marine gedient hatten und ausschließlich auf Recherchen zurückgreifen mussten. Diese Situation bleibt eine Ausnahme, da auch der überwiegende Teil späterer Marine-Romane von ehemaligen Mitgliedern der Marine verfasst wurden. Erfolgreiche Marine-Schriftsteller waren beispielsweise Edward L. Beach (Run Silent, Run Deep, 1955), Richard McKenna (The Sand Pebbles, 1962), Sloan Wilson (Ice Brothers, 1979) und William P. Mack (South to Java, 1987). In einzelnen Fällen verfolgen Marine-Romane auch ein pazifistisches Ziel, Beispiele dafür sind Goodbye to some (1961) von Gordon Forbes und The Captain (1966) von Jan de Hartog.
Auch humoristische Darstellungen des Marinewesens werden als „naval fiction“ bezeichnet. Bekannte Beispiele sind Thomas Heggens mehrfach verfilmter Roman Mister Roberts (1946), Wasser hat keine Balken (1956) von William Brinkley und Now Hear This (1965) von Daniel Gallery. Ein neuerer Vertreter der komischen Marineliteratur ist David Poyer (The Return of Philo T. McGiffin, 1983).

### Piraterie

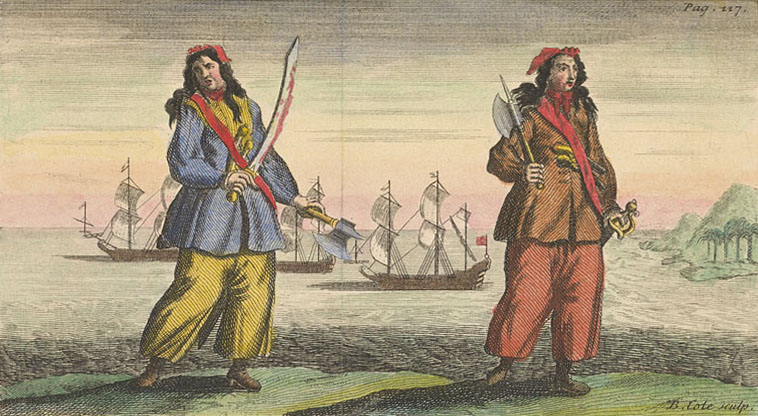
Ann Bonny und Mary Read in A General History of the Robberies and Murders of the Most Notorious Pyrates (Illustration von Benjamin Cole)

Laut Margaret Cohen lassen sich Erzählungen über Piraterie im weitesten Sinne auf die Geschichte des „listenreichen“ Odysseus zurückführen. Im spätantiken Roman sind es jedoch meist die Opfer der Piraten, die auf List zurückgreifen. Dieses Schema setzt sich in den Schäferromanen des 16. Jahrhunderts fort, deren Handlung zumeist von spätantiken Vorbildern inspiriert ist. Beispielsweise haben die Piraten der Aithiopiká einen gesellschaftlichen Einfluss, der sich mit jenem der elisabethanischen Freibeuter gut vergleichen lässt. Wiederkehrende Motive sind die Entführung der Heldin auf ein Schiff, das im Laufe der Handlung Schiffbruch erleidet und/oder von Piraten gekapert wird, Verkleidung und Verwechslung sowie die glückliche Wiedervereinigung des Heldenpaares trotz eines penetranten Verehrers der Heldin. Letzterer ist meist auch Kapitän des Schiffes und hat das Schicksal des Heldenpaares in der Hand. In unterschiedlichen Kombinationen lässt sich dieses Motivinventar in The Countess of Pembroke's Arcadia (1593) von Philip Sidney, Apolonius and Silla (1581) von Barnabe Rich, Euphues and his England (1580) von John Lyly sowie in mehreren Romanen von Thomas Lodge und Robert Greene feststellen.

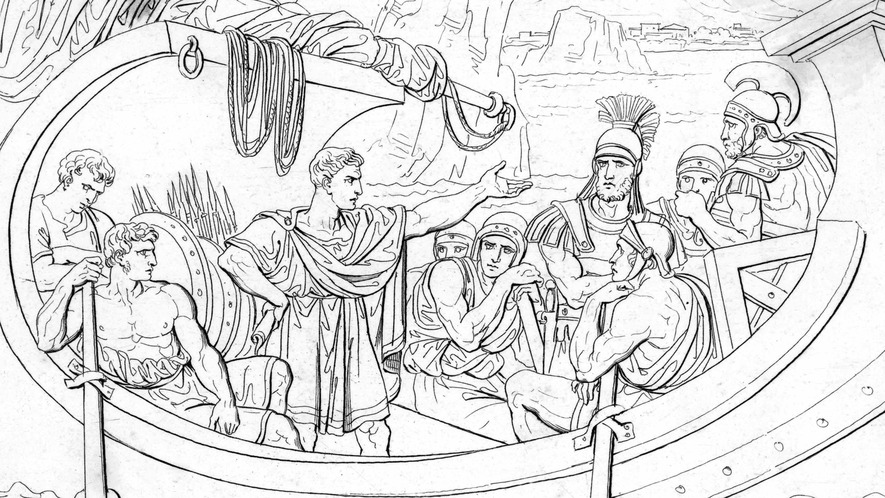
Caesar, captured by pirates (Radierung aus 1820)

Im britischen Drama sind Piraten zwar schon ab dem 16. Jahrhundert als Handlungselement bezeugt, betreten aber nie die Bühne und werden ausschließlich durch die Äußerungen anderer Figuren charakterisiert. Diese unsichtbare Präsenz der Piraterie hatte einerseits den Zweck, dem Drama eine abenteuerliche Komponente zu verleihen und diente andererseits als subtiler Hinweis auf die Unvereinbarkeit von Piraterie und „Englishness“. Beispiele für dieses Phänomen sind The Pedlers Prophecie von Robert Wilson, Tamburlaine von Christopher Marlowe und Selimus von Robert Greene, sowie einige Stücke von William Shakespeare (insbesondere Maß für Maß, Was ihr wollt, Hamlet und Der Kaufmann von Venedig). Die politische Funktion der Darstellung bzw. Nicht-Darstellung von Piraten ist auch in der britischen Lyrik erkennbar, da viele Gedichte die patriotischen Ziele erfolgreicher Seefahrer rühmten und zugleich den Vorwurf der Piraterie entkräfteten, der vielen Entdeckern anhaftete. Dieses Ziel wurde jedoch nur teilweise erreicht, da die Entdeckungsfahrten häufig zum Objekt der Satire wurden, wie beispielsweise in Paradise Lost von John Milton. Dort begibt sich Satan auf eine lange Seereise in die Hölle, die zum Großteil als Parodie auf Die Lusiaden von Luís de Camões gelesen werden kann.

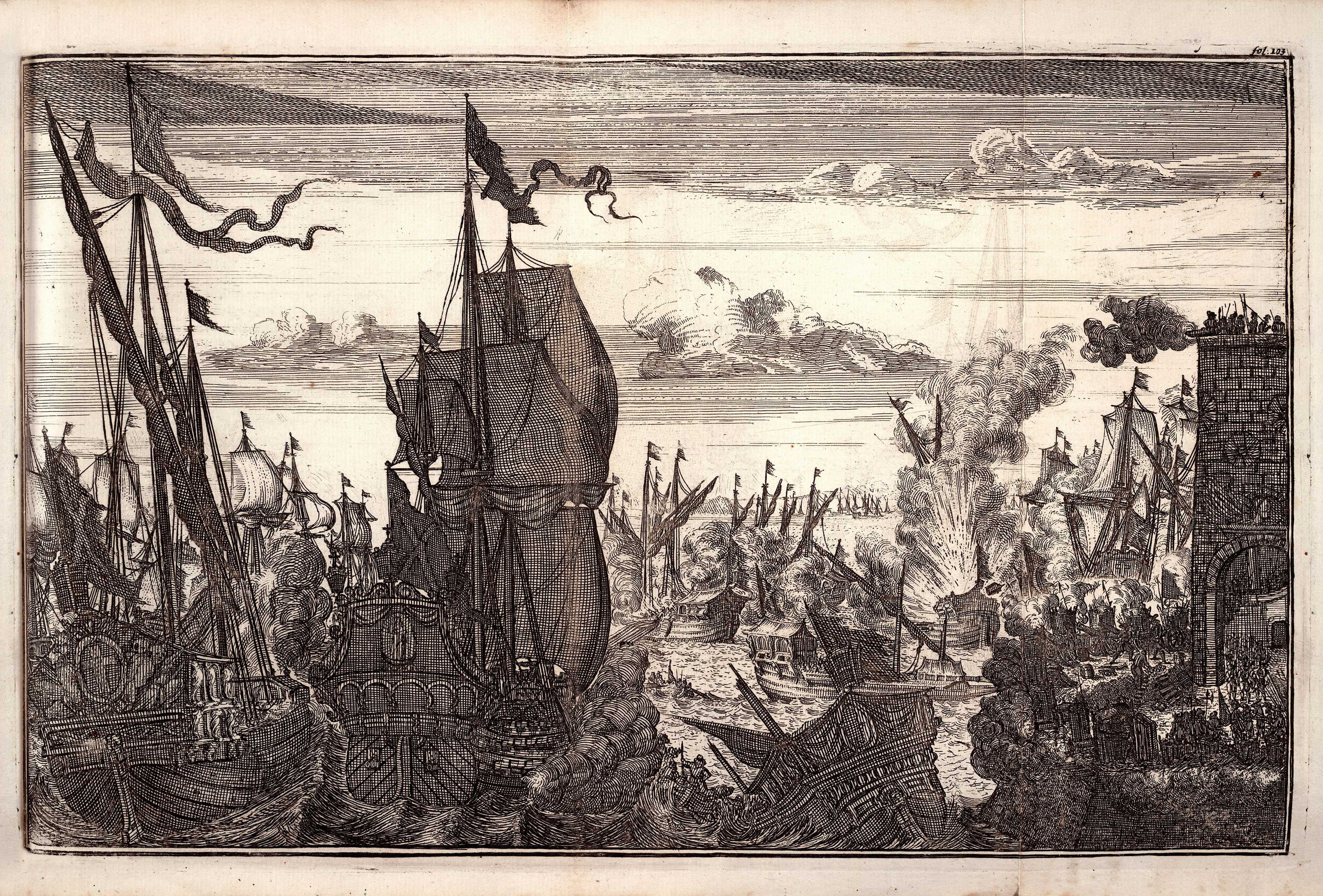
Illustration einer Seeschlacht aus der englischsprachigen Übersetzung von De Americaensche Zee-Rovers

Zu Beginn des 17. Jahrhunderts sind Piraten erstmals als eigene Rollen in britischen Dramen nachgewiesen, etwa in The Fair Maid of the West von Thomas Heywood. Gegen Ende des 17. Jahrhunderts verarbeitete Alexandre Olivier Exquemelin in dem Buch De Americaensche Zee-Rovers (1678) seine Erfahrungen als Flibustier und sorgte mit seinen blutrünstigen Darstellungen für Aufsehen. Exquemelin stellt die Piraten als diabolische Wesen dar, deren größte Befriedigung in der stetigen Steigerung ihrer Gewaltverbrechen besteht. Der Text wurde mehrfach neu aufgelegt und es entstand eine lange Tradition von Heftromanen und Pamphleten, in denen die Grenze zwischen echten und falschen Piratendelikten zunehmend verschwamm.
1724 erschien A General History of the Robberies and Murders of the Most Notorious Pyrates von einem Charles Johnson, der von manchen mit Daniel Defoe gleichgesetzt wird. Das Buch war aufwändig illustriert und wurde binnen weniger Monate mehrfach ergänzt, neu aufgelegt und in verschiedene Sprachen übersetzt. Die deutsche Erstausgabe erschien 1728 unter dem Titel Schauplatz Der Englischen See-Räuber. Das Piratendrama wurde erst mit Theaterfassung zu Susanna Rowsons Roman Charlotte Temple wieder populär. Die Dramatisierung wurde von Rowson selbst verfasst und 1794 unter dem Titel A Struggle for Freedom uraufgeführt. Es folgten zahlreiche ähnliche Dramen über die Piraten in den sogenannten „Barbareskenstaaten“, etwa The Siege of Tripoli von Mordechai Immanuel Noah.

### Sturm und Schiffbruch
Das Motiv des Sturms, häufig mit anschließendem Schiffbruch, geht auf Äsop zurück und ist bereits in der Antike ein fixer Bestandteil des literarischen Motivinventars. Mit dem philosophischen Aspekt des Schiffbruch-Motivs setzt sich Hans Blumenberg in seiner 1979 erschienenen Monographie Schiffbruch mit Zuschauer auseinander.

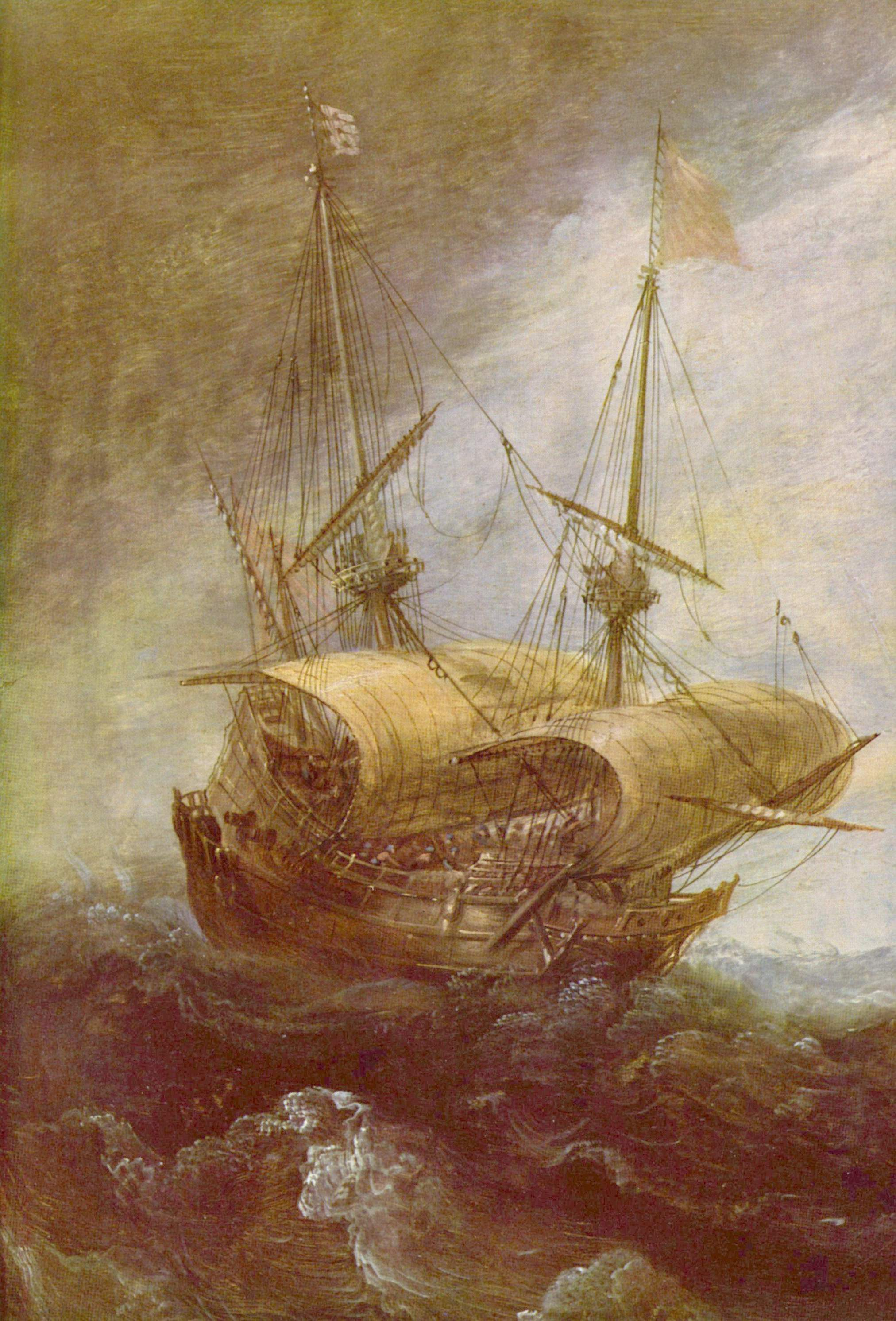
Stürmische See (Andries van Eertvelt, 17. Jahrhundert)

In der Literatur wird Schiffbruch häufig als Metapher des menschlichen Scheiterns oder (wie in den Tristia von Ovid) des gesellschaftlichen Ehrverlustes benutzt. Im deutschsprachigen Raum fand besonders die Ode 2,19 von Horaz große Beachtung. Sie wurde sowohl von Johann Gottfried Herder (1774) als auch von Friedrich Gottlieb Klopstock (1794) nachgedichtet und soll Johann Wolfgang Goethe zu dem Gedicht Seefahrt inspiriert haben.
Das Schiffbruch-Motiv lässt sich jedoch auch im Mittelalter feststellen, etwa in den Gedichten von Tannhäuser (Wol ime, der nu beizen sol) und Oswald von Wolkenstein (Es fügt sich do ich was von zehen jaren alt). Tannhäuser reflektiert über die Bedingungen auf einer Kreuzfahrt, Wolkenstein berichtet von einem Schiffbruch im Schwarzen Meer, den er als Zehnjähriger nur knapp überlebt haben soll. In England sind The Storm und The Calm von John Donne zwei frühe Beispiele für das Sturm-Motiv in der Lyrik. Durch Donnes eigene Erfahrungen auf See weisen die Gedichte eine große Realitätsnähe auf, auch wenn der Sturm hauptsächlich in formelhaften Wendungen beschrieben wird. Diese Literarisierung des Sturms beruht einerseits auf den Schilderungen spätantiker Romane und andererseits auf William Shakespeares Theaterstück Der Sturm (1611). Ähnliche Darstellungen sind auch im 18. Jahrhundert bei Alexander Pope und William Falconer zu finden.
Im Jahr 1912 sorgte der Untergang der Titanic für ein Wiederaufleben des Schiffbruch-Motivs, allerdings zum Großteil in literarischen Hybridformen wie Liedtexten und Drehbüchern. Eine international bekannte Ausnahme ist Der Untergang der Titanic (1978) von Hans Magnus Enzensberger.

### Die Welt als Schiff

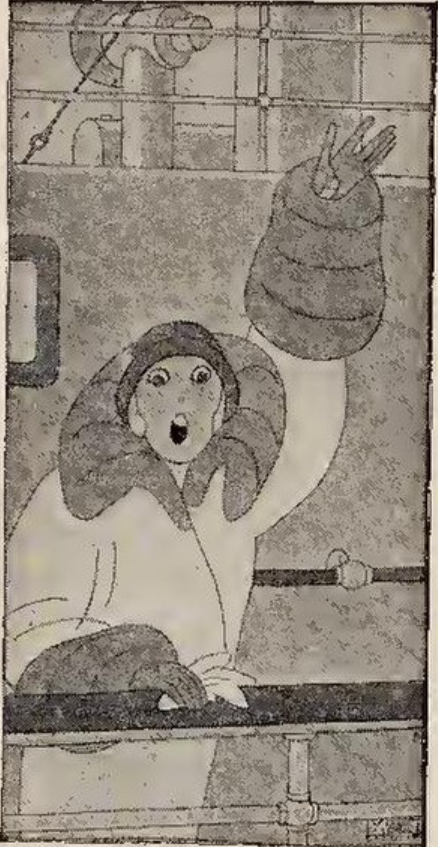
Illustration aus dem Roman Gentlemen Prefer Blondes (1925)

Die Passagiere eines Schiffs sind räumlich für eine bestimmte Zeit aneinander gebunden und bilden somit einen einzigartigen Mikrokosmos, der zugleich einen Querschnitt der menschlichen Gesellschaft darstellt. Dieses sogenannte Narrenschiff-Motiv ist seit dem 15. Jahrhundert bezeugt und titelgebend für den Roman Das Narrenschiff von Katherine Anne Porter.
Ein ebenfalls beliebtes Motiv ist die Überfahrt auf einem Transatlantikliner, wie sie unter anderem in Gentlemen Prefer Blondes (1925) von Anita Loos oder Our Hearts Were Young and Gay (1946) von Cornelia Otis Skinner und Emily Kimbrough geschildert wird. Aufgrund der Häufigkeit, mit der solche Texte für die Bühne adaptiert wurden, hat sich für dieses Phänomen der Begriff „Ocean Liner Drama“ etabliert. Viele Ocean Liner Dramen, darunter auch die 1934 uraufgeführte Musical Comedy Anything Goes, wurden mehrfach verfilmt.
Auch in Kriminalromanen findet sich öfters ein Passagierschiff als Schauplatz, beispielsweise in Der Mann im braunen Anzug (1924) und Der Tod auf dem Nil (1934) von Agatha Christie. Dies wird oft als Versuch der Autorin interpretiert, von dem genretypischen Whodunit-Schema abzuweichen.